# Luis Salvador Carmona

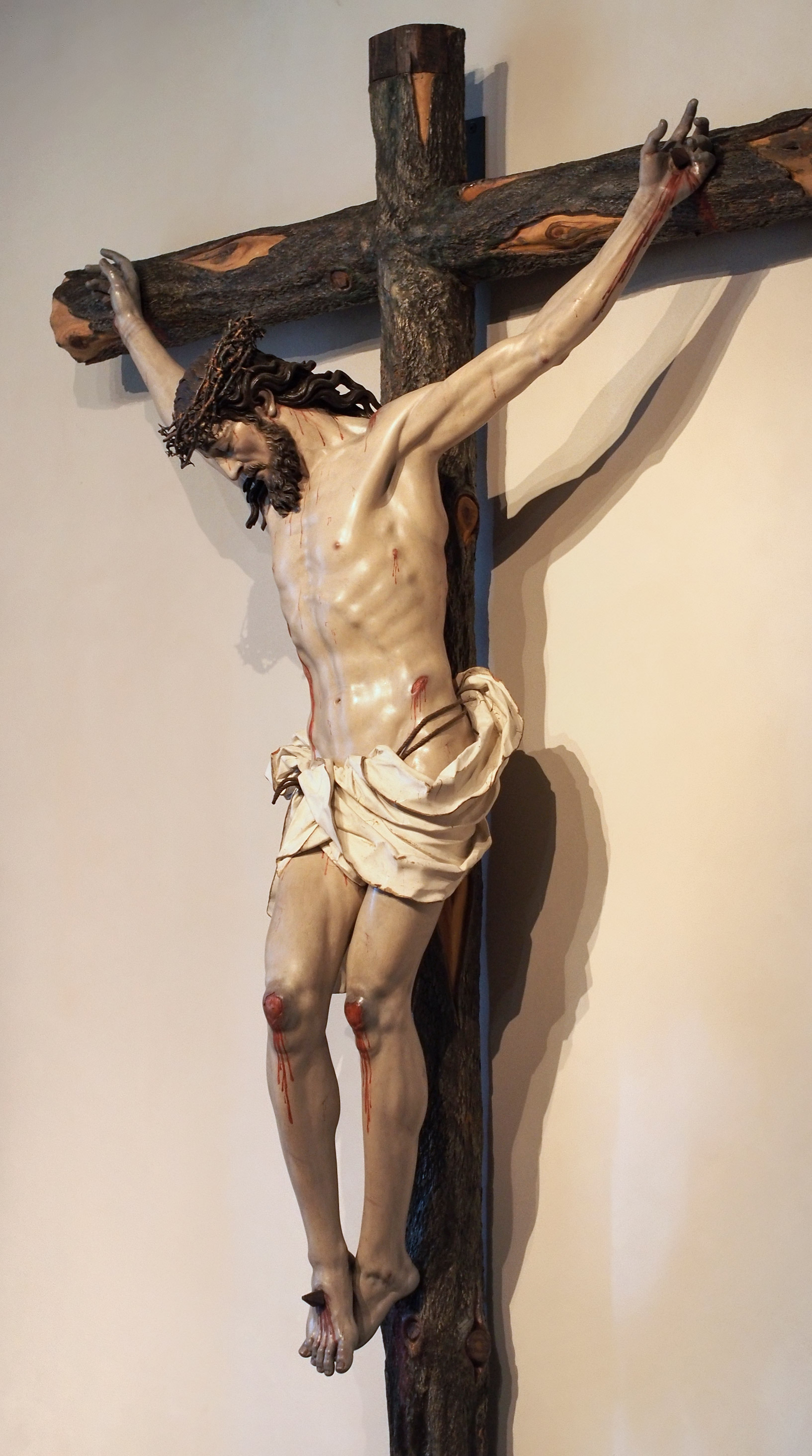
Cristo crucificado (c.1735). Valladolid, Museo Nacional de Escultura.

Luis Salvador Carmona (Nava del Rey, Valladolid, 15 de noviembre de 1708-Madrid, 4 de febrero de 1767) fue un escultor español del siglo XVIII, considerado uno de los escultores más destacados del siglo en España, y continuador de la célebre escuela castellana de imaginería cuyas obras «forman parte de lo más selecto de la imaginería policroma». Fue el primero de una importante familia de artistas.

## Biografía
Luis Salvador Carmona nació en Nava del Rey en el seno de una modesta familia; sus padres se llamaban Luis Salvador y Josefa Carmona. Parece que pronto manifestó vocación y aptitudes artísticas, por lo que su familia lo envió primero a Segovia, y al poco a Madrid, donde comenzó su aprendizaje en el taller de Juan Villaabrille y Ron, destacado escultor barroco. Allí formó su estilo, colaboró en diversos encargos, y seguidamente pudo independizarse y abrir su propio taller en 1731. El mismo año contrajo matrimonio con Custodia Fernández, natural de Madrid, con quien tuvo cuatro hijos: Andrea, Bruno, Ignacio y Antonio. Fallecida su esposa, Luis Salvador contrajo segundas nupcias en 1759 con Antonia Ros, que murió apenas dos años después.
En sus primeros años de trabajo, Carmona realizó distintos trabajos en piedra para edificio públicos y participó en la serie de esculturas para la decoración del Palacio Real de Madrid (1750-53). En la Corte madrileña, se relacionó con círculos de la naciente Real Academia de Bellas Artes de San Fernando, y desde su apertura en 1752 ostentó el cargo de teniente-director de escultura, junto a Juan Pascual de Mena. El arte de Carmona gozó de una gran estima y éxito; prueba de ello son los numerosísimos encargos que recibía, no sólo del foco madrileño donde estaba establecido, sino en toda Castilla, en Guipúzcoa, Sevilla, Navarra o incluso las Indias.
Aunque parece que tuvo numerosos ayudantes para satisfacer la gran demanda de obras, la perfección y buen acabado de la mayoría de ellas llevan a pensar que supervisaba o ejecutaba él mismo gran parte del trabajo. En su taller se formaron su hijo Bruno, que fue dibujante en expediciones científicas; sus sobrinos Manuel y Juan Antonio, destacados grabadores; y el escultor Francisco Gutiérrez Arribas.

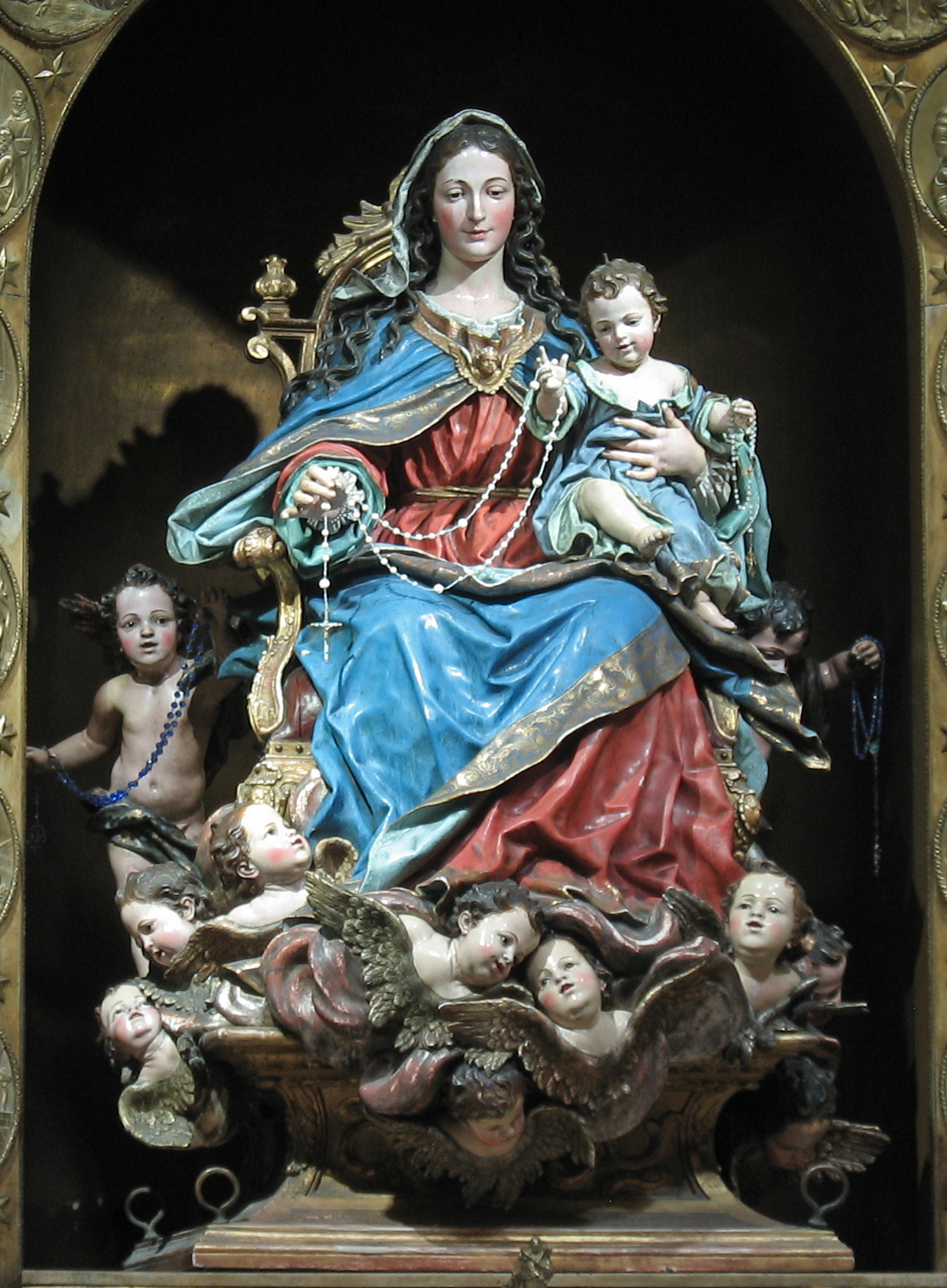
Virgen del Rosario (1760), Oratorio del Olivar, Madrid.

La incesante actividad tanto educativa como artística de Luis Salvador Carmona tuvo que verse reducida a partir de 1764 por graves problemas de salud. En ese año, según fuentes contemporáneas, se encontraba "tan poseído de melancolía que apenas puede dar golpe".
Ese estado depresivo, agravado por la ceguera, parece no haberle abandonado hasta su muerte en 1767, de modo que tuvo que renunciar prácticamente a su trabajo, estando jubilado por enfermedad de su puesto en la Academia desde 1765.

## Estilo artístico, difusión y obras
La mayor parte de su producción se centra en la imaginería religiosa, con claras referencias barrocas, si bien se perciben en su obra tendencias neoclásicas. 
Trabaja las figuras otorgándolas una apariencia de delicadeza, serenidad y gracia; emplea casi siempre postizos (ojos de cristal, pestañas, telas) como se hacía en el Barroco, preocupándose de la apariencia veraz de los tipos humanos, aunque mostrándolos afables e idealizados. Da mucha importancia a la función expresiva de las vestiduras y paños, que trabaja con minuciosidad, en ocasiones mediante finísimas láminas de madera. Continúa, en definitiva, con la tradición escultórica castellana a grandes rasgos, pero sus piezas ganan en simplicidad, apartándose del carácter trágico que en ocasiones había predominado en la escultura barroca hispana. 
Gran parte de su producción se realizó para la ciudad de Madrid, donde el escultor tenía su taller. No obstante, el éxito y notoriedad que alcanzó su obra motivó su dispersión por toda la geografía española. Parte de esta fama se debe a la labor de sus sobrinos Manuel y Juan Antonio, que reprodujeron algunas de sus esculturas en grabado, acrecentando su difusión.

### Obras

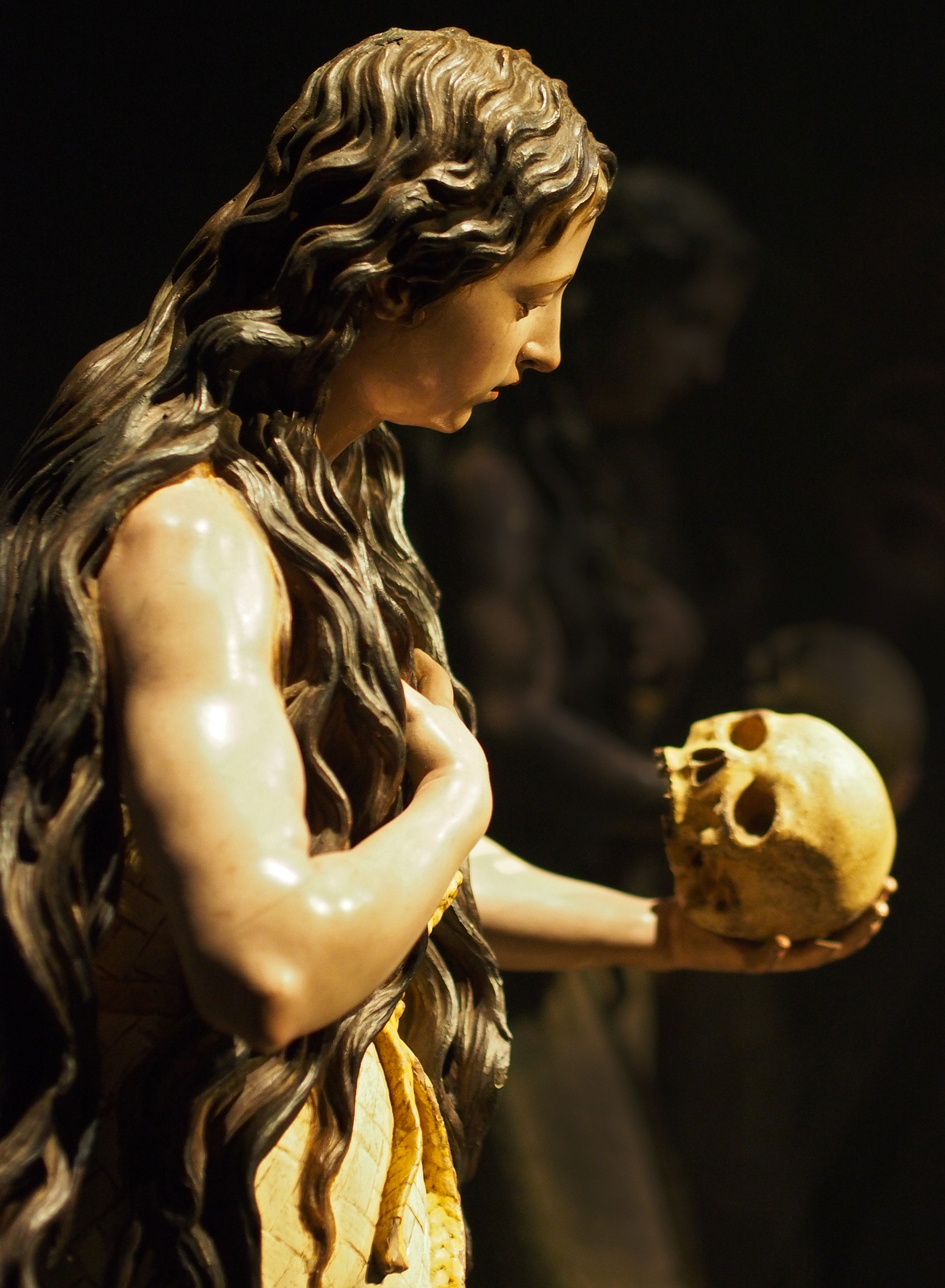
Santa María Egipciaca. Museo Nacional de Escultura, Valladolid.

Las obras más destacadas de Luis Salvador Carmona se conservan en Valladolid, en su localidad natal y en Madrid.
En la primera ciudad, destacan dos obras en el Museo Nacional de Escultura: Cristo Crucificado y Santa Librada. La primera constituye uno de los mejores ejemplos del arte de Carmona en su faceta más cercana al Neoclasicismo. Cristo aparece en medio de su agonía idealizado, sereno y reposado, alejado de cualquier exceso dramático. En cambio, Santa Librada trasluce en su rostro el éxtasis por el martirio, a la vez que sus ampulosas vestiduras surcadas por nerviosos pliegues otorgan movimiento a la figura. En ambas, la excelente policromía acentúa su calidad. En el mismo museo, se expone una Santa María Egipciaca en la que Carmona se muestra deudor de los modelos de santas penitentes de Pedro de Mena.
En Nava del Rey existe un grupo importante de obras, la mayoría de ellas en el Convento de los Sagrados Corazones, destacando el Cristo del Perdón, bella efigie que sigue el modelo barroco impuesto por Manuel Pereira pero con mayor contención; la rica policromía, belleza de la composición y los detalles hacen de esta escultura una obra maestra. La Divina pastora es un delicado e idealizado grupo escultórico de sabor rococó. También destacan el Arcángel San Rafael o un San Antonio de Padua de carácter más neoclásico.
En Madrid existe un elevado número de esculturas autógrafas o atribuidas, repartidas por numerosos conventos, iglesias y museos. No obstante, muchas piezas se perdieron en la Guerra Civil. El Museo del Prado conserva dos relieves en mármol encargados para la decoración del Palacio Real: El milagro de san Isidro y San Dámaso recibiendo a san Jerónimo; son muestra de la habilidad del escultor para el trabajo en piedra, que exhibió también en varias de las esculturas encargadas para coronar la cornisa del mismo Palacio donde, no obstante, resulta más problemático reconocer su estilo. En piedra realizó también una de sus obras más famosas, el busto de La Fe, alarde de virtuosismo escultórico que el autor firmó y regaló a la Academia de san Fernando.

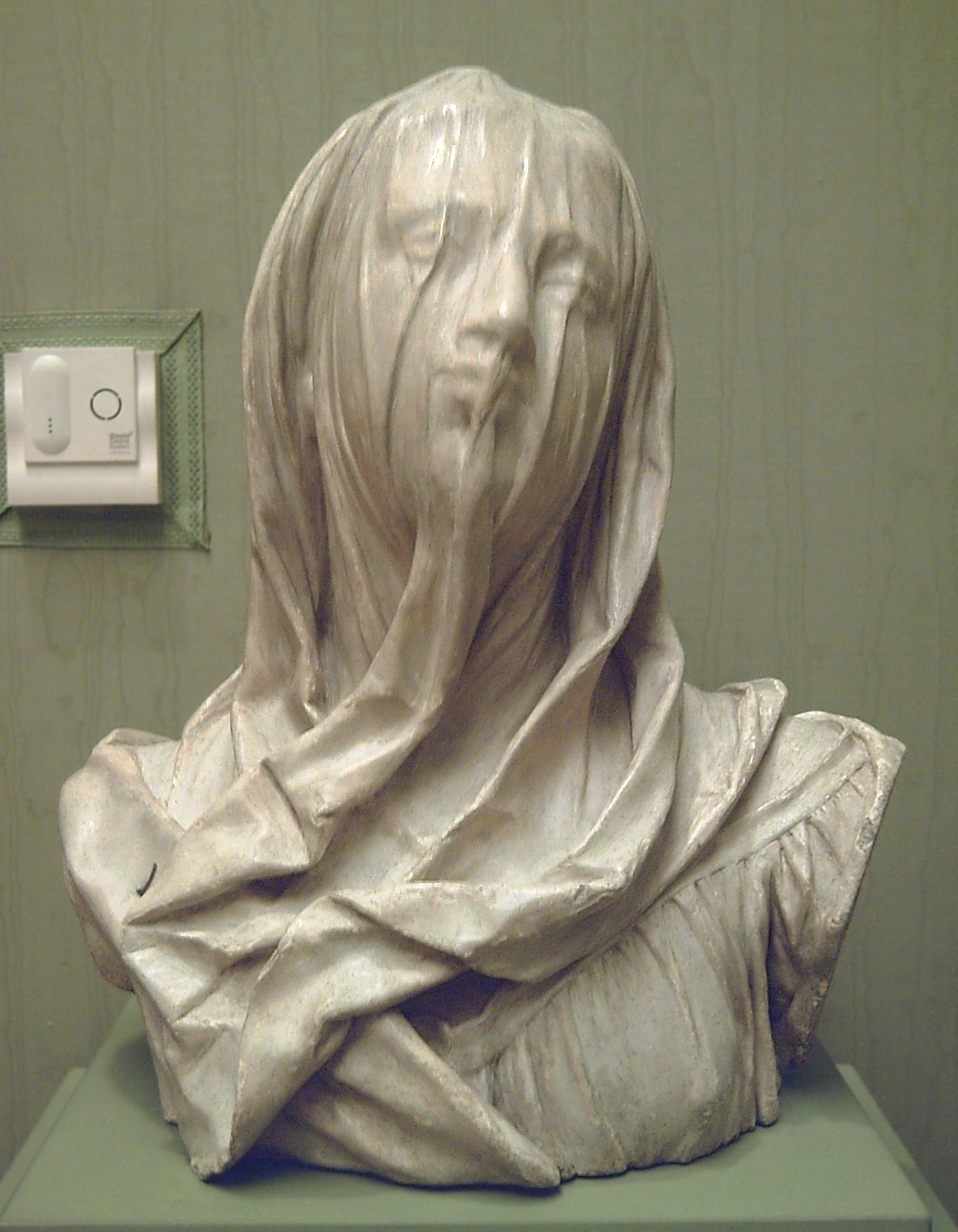
La Fe (1752-53), Real Academia de Bellas Artes de San Fernando.

Sin embargo, la mayor parte de las obras de Carmona en Madrid fueron destinadas a parroquias, conventos, cofradías o hermandades. Un rico conjunto se encargó para la congregación de san Fermín de los Navarros; sin embargo todas las imágenes fueron destruidas en 1936. Otro grupo de esculturas perteneció al Colegio y convento de Santo Tomás; también fueron presa de la guerra y de ellas solo resta una Virgen del Rosario, una de sus grandes obras, hoy en el Oratorio del Olivar. La iglesia de san Antón posee un bello relieve de San Camilo de Lelis; en la iglesia de san José descuella una bellísima talla de San José con el Niño, modelo que repitió con variantes en muchas ocasiones; mientras que la Basílica de san Miguel conserva el Cristo de la Fe, un San Pascual Bailón y una Santa Librada análoga a la del museo de Valladolid, aunque en esta el contraste entre la candidez de la joven santa y lo cruento de su sacrificio se acentúa. Otras muchas obras, atribuidas a él o su taller, se reparten por diversos templos de Madrid.
Además de las citadas, se conservan obras del escultor, entre otras, en las siguientes localidades: 
- La Granja de San Ildefonso (Segovia). Iglesia de Ntra. Sra. del Rosario: Santa Inés, Santa Rita, Cristo del Perdón, San Mateo.
- Salamanca: Piedad de la Catedral Nueva; Jesús recogiendo sus vestiduras (iglesia del Espíritu Santo - Clerecía); Virgen de los Dolores, en la clausura del Convento de las Agustinas.
- Serradilla (Cáceres): Nuestra Señora de la Asunción.
- Menagaray (Álava): San Nicolás.
- Segura (Guipúzcoa): esculturas del retablo mayor de la parroquia de Ntra. Sra. de la Asunción.
- Torrijos (Toledo): Cristo crucificado, iglesia del Hospital de la Santísima Trinidad.

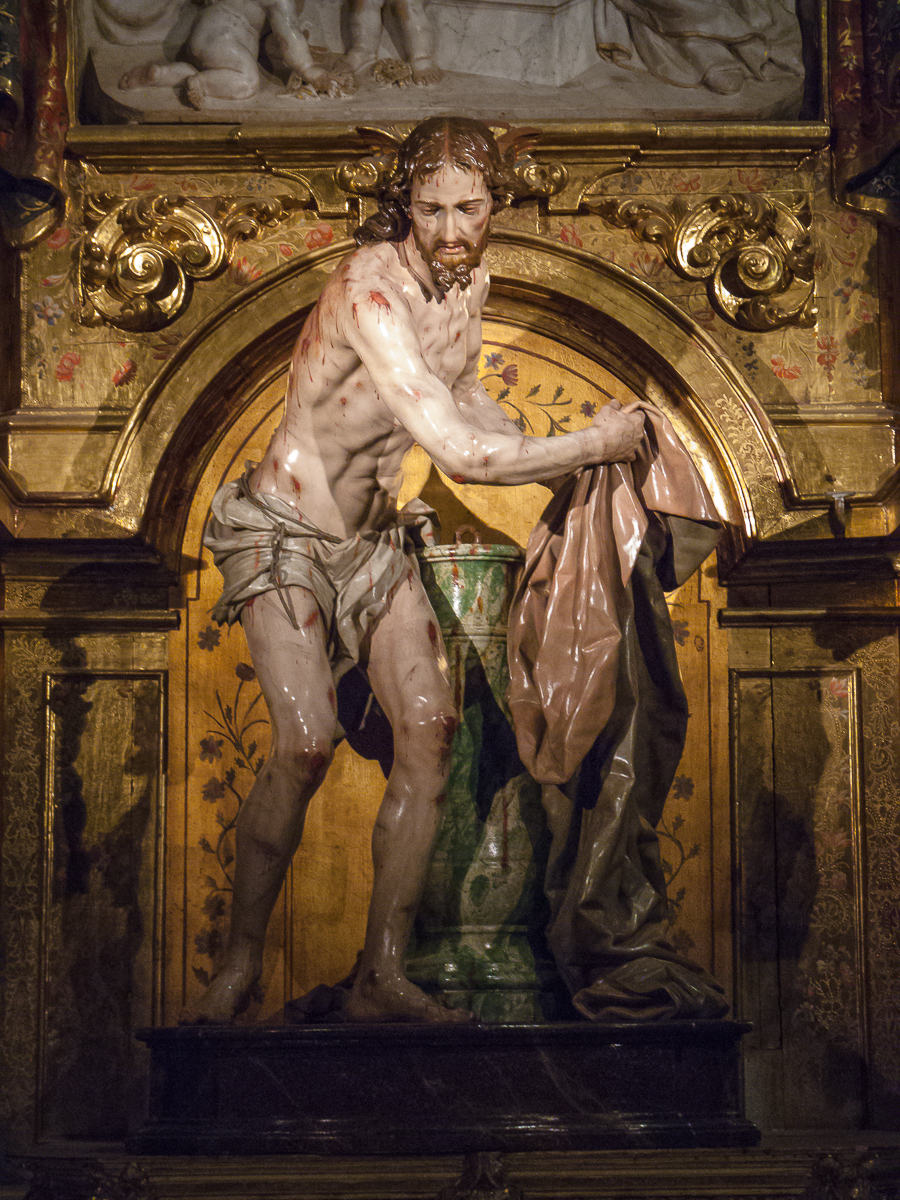
Jesús flagelado recogiendo las vestiduras (1760), Iglesia de la Clerecía, Salamanca.

- León: Piedad, iglesia de san Martín. Dañada durante la Guerra Civil, se encuentra muy restaurada.
- La Bañeza (León): Nazareno, cofradía Nuestro Padre Jesús Nazareno.
- Medina de Rioseco: Iglesia de San Francisco, Virgen de la Expectación. Se trata de una de las obras maestras de Carmona, mostrando a María con amplios y suntuosos ropajes sobre un trono de nubes con cabezas de querubines.
- Estepa (Sevilla): Nuestro padre Jesús Nazareno, San Francisco de Paula, San Francisco de Asís, dos esculturas de San Juan Bautista, la Sagrada Familia, San Joaquín, San Antonio.
- Atienza (Guadalajara): Museo de la Santísima Trinidad, Cristo del Perdón.
- Chiclana de la Frontera: María Stma. del Dulce Nombre.
- Puerto Real (Cádiz): Ntra. Sra. de la Amargura. Hermandad de la Vera-Cruz. Parroquia de San Benito Abad.
- Orense: Inmaculada Concepción.
- Idiazabal (Gúipuzcoa): San Miguel Arcángel.
- Torrelaguna (Madrid): María Magdalena penitente.
- El Real de San Vicente (Toledo): Iglesia parroquial Santa Catalina, Virgen de los Dolores, Jesús atado a la columna, Jesús con la Cruz a cuestas, Crucifijo.
- Brozas (Cáceres): Iglesia de Santa María la Mayor de la Asunción, Virgen del Socorro.
- Plasencia (Cáceres): Palacio episcopal, San Francisco.
- Lesaca (Navarra): Iglesia de San Martín de Tours, Inmaculada Concepción y San Martín de Tours.